# Копп, Филипп Исаакович
Филипп Исаакович Копп (июнь 1888, Геническ, Таврическая губерния — 7 января 1949, Севастополь) — советский художник, врач, учёный-микроиболог. Кандидат медицинских наук. Член Союза художников СССР (1945).

## Биография
Родился в июне 1888 года в Геническе Таврической губернии, в семье севастопольского купца первой гильдии, потомственного почётного гражданина Исаака Коппа. Окончил физико-математический (1911) и медицинский (1914) факультеты Харьковского университета. 24 октября 1910 года в Харькове заключил брак с азовской мещанкой Рахилью Абрамовной Крамаровой (1888—?). В 1909 и 1912 годах проходил студенческую практику на Севастопольской биологической станции под руководством С. А. Зернова.
В годы Первой мировой войны работал военным врачом, затем специализировался на бактериологии. В 1919 году устроился в краевой институт в Ростове-на-Дону, где занимал должности заведующего лаборатории, а позднее — заведующего бактериологического отдела. В 1912 году переезжает в Севастополь, где до 1932 года работает заведующим местной лаборатории. С 1932 по 1938 год — старший научный сотрудник Севастопольской биологической станции Академии наук СССР, с того же года при этой станции — заведующий первой в СССР лабораторией морской микробиологии. Занимался изучением микробной деградации хитина, в том числе в сотрудничестве с Евгенией Максимовной Маркианович.
С 1938 года — заведующий лабораторией Института физических методов лечения в Севастополе. В годы Великой Отечественной войны находился в эвакуации в казахстанском посёлке Боровое. С 1944 по 1945 год — доцент Ростовского университета. Вернувшись в Севастополь вместе с женой в 1945 году вновь устроился на биостанцию. Кандидат медицинских наук.
Рисованием начал заниматься в Севастополе. Учился у художников Ю. Спажинского и Э. А. Штейнберга. Рисовал пейзажи Крыма и Казахстана в реалистическом направлении с элементами лиричности. Создал ряд иллюстраций для научных работ. С 1912 года участвовал в художественных выставках. В 1944 году состоялась персональная выставка Коппа в казахстанском посёлке Боровом. Ряд его произведений хранится в Севастопольском художественном музее имени М. П. Крошицкого. Автор картин: «Ай-Петри» (1934), «Тихий уголок» (1936), «Озеро Боровое» (1943), «Солнечный день. Боровое» (1944), «Ставрида» (1945), «Руины Севастополя. 1944 год» (1948).
Являлся членом-основателем Севастопольской ассоциации художников (1924—1930) и членом Союза художников СССР (с 1945 года).
Скончался 7 января 1949 года в Севастополе.